# Vliegtuigloods Soesterberg
De Vliegtuigloods van vliegveld Soesterberg is een gemeentelijk monument in de gemeente Soest in de provincie Utrecht. De loods staat bij het nieuwe Militaire Luchtvaart Museum.
Op de voormalige Vliegbasis Soesterberg werden in 1920 en 1928 twee soortgelijke vliegtuigloodsen gebouwd.
Opdrachtgever voor de bouw van de eerste loods was C.V. firma De Vries & Co uit Gorinchem. In 1928 werd de loods gebouwd door N.V. Buisconstructie. Er is echter niet meer met zekerheid te zeggen welke van deze twee loodsen de huidige is. 
Het grote gebouw heeft een rechthoekige plattegrond. Het dak wordt gedragen door een buizenconstructie. In de gevels zitten weinig vensters. De toegangsdeuren beslaan de hele voorzijde.